# Schulschiff Pommern
Die Schulschiff Pommern war ein Segelschulschiff des Deutschen Schulschiff-Vereins, das bereits im November 1928 auf seiner ersten Ausbildungsfahrt havarierte und aufgegeben werden musste.

## Bau und technische Daten
Die Bark wurde im Jahre 1893 auf der Kingston Yard Werft von Russell & Co. in Glasgow mit der Baunummer 322 für D. McGillivray in Greenock gebaut und auf den Namen Saxon getauft. Der stählerne Dreimaster war 75,5 m lang und 11,5 m breit, hatte maximal 6,3 m Tiefgang und war mit 1,637 BRT und 1,527 NRT vermessen.

## Laufbahn als Frachtsegler
Das Schiff segelte bis 1910 unter britischer Flagge, zunächst bis 1908 für D. McGillivray, danach für das Konglomerat J. A. Russell & Co. in Glasgow. Im Jahre 1910 wurde es an C. H. Sørensen in Arendal (Norwegen) verkauft. Im Juni 1915 erwarb es Hans Borge in Tønsberg, der es in Amasis umbenannte und bereits ein Jahr später mit erheblichem Gewinn an die Seil A/S von Haakon Rachlew in Sandefjord weiterverkaufte. Rachlew bereederte das Schiff bis 1924.
1924 erwarb die Hamburger Reederei Vinnen Gebrüder das Schiff und gab ihm den neuen Namen Elfrieda, nach der Ehefrau des Firmenteilhabers Gustav Ulrich Vinnen. Unter dem erfahrenen Großsegler-Kapitän Hermann Schipmann machte die Elfrieda drei ausgedehnte Reisen mit wechselndem Frachtgut, 1924 nach Australien und Südafrika, 1925/26 nach Australien, Neukaledonien, Neue Hebriden, Neuseeland, Australien und den Niederlanden, und schließlich vom Herbst 1926 bis März 1928 nach Argentinien, Australien, Peru, Chile und England. Am 29. März 1928 erreichte sie London, wo sie die Nachricht eines erneuten Besitzwechsels erwartete.

## Segelschulschiff
Der Deutsche Schulschiff-Verein war seit dem Vorjahr auf der Suche nach einem weiteren Segelschulschiff, da starke Nachfrage nach Segelschiffskadetten herrschte, insbesondere in der Küstenschifffahrt in Nord- und Ostsee, wo noch viele kleinere Segelschiffe in Dienst standen. Die Vinnen Gebrüder wollte sich aus dem Reedereigeschäft verabschieden und die Elfrieda stand zum Verkauf. Sie war zwar für ein Segelschulschiff nicht ideal gebaut und getakelt, aber der sehr niedrige Kaufpreis von nur 3000 Pfund Sterling gab wohl den Ausschlag und der Verkauf wurde im Februar 1928 besiegelt.
Die Elfrieda wurde zunächst von London nach Hamburg geschleppt, in Schulschiff Pommern umbenannt und dann von Hamburg nach Geestemünde geschleppt. Am 21. Juni 1928 kam sie bei der ehemaligen Tecklenborg-Werft der Deutschen Schiff- und Maschinenbau Aktiengesellschaft (Deschimag) an, wo der Umbau zum Schulschiff erfolgte, u. a. durch den Einbau von Schlaf- und Speiseräumen für rund 95 Mann Besatzung und Schiffsjungen. Außerdem wurden 1500 Tonnen Sand als Ballast an Bord gebracht, da kein Frachtgut mehr zu befördern war. Nach diesem Umbau war das Schiff mit 1634 BRT und 1274 NRT vermessen. Neben Kapitän J. Reimer, der bisher Erster Offizier auf der Elfrieda gewesen war, bestand die Besatzung aus vier Offizieren, einem Arzt, sieben Unteroffizieren und zwei Vollmatrosen. Hinzu sollten bis zu 80 Auszubildende kommen.

## Die letzte Fahrt
Mitte September 1928 wurde die Schulschiff Pommern in Dienst gestellt und am 4. Oktober lief sie zu ihrer ersten Ausbildungsfahrt aus, die allerdings nicht in die Ostsee, sondern in den Atlantik ging. Neben 15 Mann Stammbesatzung waren 64 Schiffsjungen an Bord. Die Ausreise wurde im Ärmelkanal durch widrige Winde und in der Biskaya durch sehr schlechtes Wetter behindert, und erst Anfang November wurde, nach einem Zwischenstopp in Madeira, Las Palmas auf den Kanaren erreicht. Am 10. November wurde die Heimreise angetreten.
Das Wetter im Nordatlantik war, der Jahreszeit entsprechend, stürmisch und bereits am 20. November verlor das Schiff bei Windstärken 11 und 12 auf der Beaufortskala das Großobermarssegel und kurz darauf auch das Großuntermarssegel. Am Morgen des 24. November 1928, im Orkan, fand sich die Pommern beim ersten Sichten von Land rund 40 Seemeilen weiter südöstlich im Ärmelkanal als berechnet und in sehr schwerer See. Das Schiff krängte 30° und mehr und dann brach zuerst der gesamte Fockmast, kurz danach auch der Großmast nach Lee weg, wobei letzterer auch die Marsstenge des Besanmasts herabriss. Wundersamerweise kam kein Mitglied der Besatzung dabei zu Schaden. Vier Rettungsboote waren zerschmettert, die Hauptlenzpumpe war nicht mehr funktionsfähig, und die heruntergebrochene Takelage trieb teilweise unter dem Kiel hindurch und zerschlug auf der Luvseite auch das letzte verbliebene Rettungsboot. Das manövrierunfähige Schiff trieb auf die Insel Guernsey vor der französischen Küste zu.
Der deutsche Frachtdampfer Rhön bemerkte die Notsignale und funkte Bergungsschlepper herbei. Ein erster Versuch des Schleppers Seefalke, den Havaristen mit dessen Ankerkette abzuschleppen, misslang und das Schulschiff driftete weiter in der schweren See. Gegen 23 Uhr erschien der große Bergungsschlepper Heros der Bugsier, aber auch dessen wiederholte Versuche, im Verlauf der Nacht eine Schleppverbindung herzustellen, waren erfolglos.
Schließlich beschloss man, die Schiffsjungen vom Schiff abzubergen. Um 11 Uhr früh gelang es, eine Tauverbindung zwischen der Heros und dem Schulschiff herzustellen. Mit einem in der Mitte des Taus angebrachten Wasserpalstek wurden die Jungen nacheinander zur Heros gezogen. Um 15 Uhr musste der Schlepper wegen des wieder stärker werdenden Orkans die Verbindungsleinen kappen und auf Abstand gehen. Als sich dann fünf hinzugekommene Dampfschiffe in Luv vor die Pommern legten und diese dadurch etwas gegen die schweren Brecher abschirmten, konnte die Heros die Rettungsaktion wieder aufnehmen. Um 18 Uhr kam der Leuchtturm auf den Klippen von Les Hanois in Sicht, und gegen 20 Uhr, nur noch 5 oder 6 Seemeilen von den Klippen entfernt, hatte die Heros als Letzten der 79 Mann auch Kapitän Reimer abgeborgen.
Am 26. November setzte die Heros die Schiffbrüchigen in Plymouth an Land und am 30. November gingen sie an Bord der America, die sie nach Bremen brachte.
Das Wrack der Schulschiff Pommern wurde später in der Nähe von Granville von französischen Fischern gefunden, festgemacht und, als Strandgut, ausgeplündert. Entgegen allen Erwartungen war es an den Klippen von Guernsey und Jersey, den Minquiers und den Îles Chausey vorbeigetrieben, ohne aufzulaufen. Nach zwei Tagen wurde es von den französischen Behörden in Besitz genommen und nach Saint-Malo geschleppt. Da die voraussichtlichen Reparaturkosten etwa das Sechsfache des geschätzten Restwerts ausmachten, wurde das Schiff wegen Unwirtschaftlichkeit der Reparatur spätestens im Jahre 1930 abgewrackt.
In der Entscheidung des Seeamtes vom 20. Dezember 1928 ist festgehalten, dass zwar später „erhebliche Beschädigungen am Schiffskörper … nicht festgestellt“ wurden, dass aber das Verlassen des Schiffes gerechtfertigt war, „da mit der Strandung des Schiffes auf den der Insel Guernsey vorgelegenen Klippen und mit dem Verlust des Schiffes und der Besatzung zu rechnen war“.